# Борис Шахлин
Борис Шахлин (рус. Борис Анфиянович Шахлин; 27. јануар 1932 — 30. мај 2008) је био совјетски гимнастичар, светски и олимпијски шампион и најуспешнији спортиста на Летњим олимпијским играма 1960. године.

## Биографија
Рођен је 27. јануара 1932. у Ишиму. Гимнастику је почео да тренира са дванаест година. Освојио је десет појединачних титула на Светским првенствима и три узастопне златне медаље на Олимпијским играма. Био је најодликованији играч на такмичењима са седам златних, четири сребрне и две бронзане олимпијске медаље. Повукао се из такмичења са тридесет и пет година након срчаног удара. Био је Олимпијац са највише освојених златних медаља 1956—1964. године. Радио је у Техничком комитету за мушкарце 1968—1992. и као предавач 1990-их и 2000-их на Кијевском националном универзитету „Тарас Шевченко”. Одликован је Орденом Црвене звезде за рад 1956. и Орденом Лењина 1960. године. Проглашен је за почасног грађанина Ишима и Кијева, у ком је живео дуги низ година. Монголска пошта је издала поштанску марку са његовим ликом 1969. Године 2002. је примљен у Међународну кућу славних гимнастичара. Преминуо је 30. маја 2008. у Кијеву.